# Jessica Brooks
Jessica Kate Brooks (* 28. května 1981 Londýn-Ealing) je anglická herečka.
Působí jako soprán v hudebním divadle. Objevila se v různých televizních inscenacích BBC, včetně TV filmu Vražedná místa: Království kostí a v epizodách Footballer's Wives.
Je známá díky své roli Atreidské Ghanimy v Sci-Fi Channel minisérii Children of Dune. V roce 2003 si zahrála ve svém prvním celovečerním filmu Collusion.